# ブータン王国軍
ブータン王国軍 （ ブータン軍、RBA ; ゾンカ語: བསྟན་སྲུང་དམག་སྡེ་ patan-srung mak-de ） は、国家の領土保全と安全保障上の脅威に対する主権の維持を任務とするブータン王国の軍である。国家元首たるブータン国王が最高指揮権を有する。幕僚長は、バトゥー・シェリング中将。 
また、ブータン軍は特殊部隊として国王、王室並びにその他の役人の安全の確保を主たる任務とするブータン国王親衛隊（RBG）を有する。 
ブータン軍は志願制度を採る軍隊であるが、慣例的に1世帯から男子1人が軍に入隊する習慣があった。徴兵制はないものの、20歳から25歳までの男性は、3年以上の軍事訓練の義務がある。緊急時には民兵が募集され、ブータン国民は王立ブータン警察 （RBP）の治安維持活動の後方支援に努めなければならない。 

## 歴史

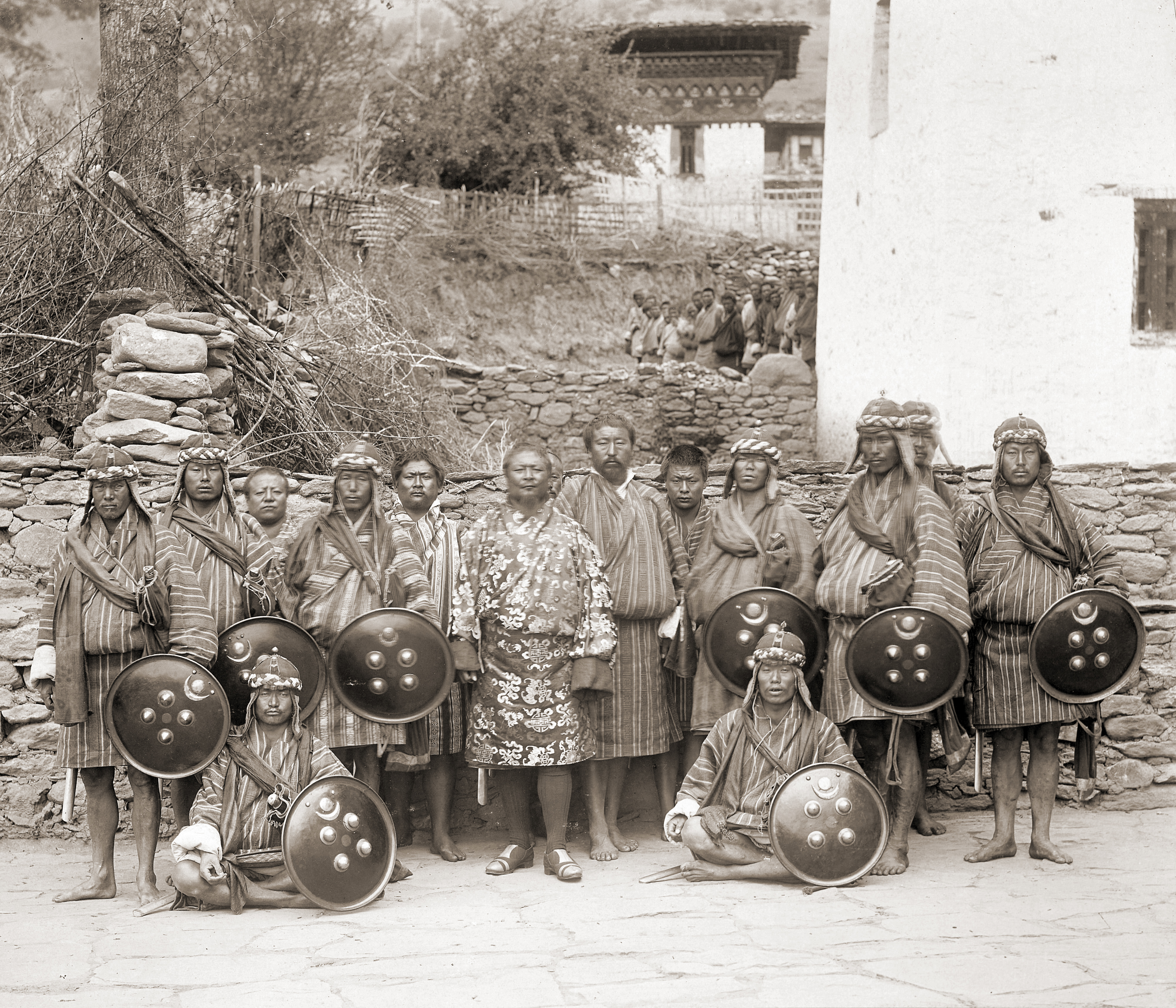
ブータン軍設立前の1905年に撮られた、初代ブータン国王たるウゲン・ワンチュクを護衛する兵士達

ブータン軍はインドの支援のもと、ブータンと隣接するチベットへの中国人民解放軍の軍事侵攻を契機として1950年代に設立された。 1958年には、 ブータン政府は徴兵制を導入するとともに、兵力2,500人からなる常駐軍の設置を計画した。またインドは、当時鎖国状態にあって中印間での中立姿勢を示していたブータンに対し、インドの経済的および軍事的支援を受け入れるように繰り返し促した。 インドがブータンを自国の勢力圏に引き入れることに執着した理由としては、インドの対中戦略上、また安全保障上、隣国たるブータンが非武装中立政策を貫き、チベットに次いで中国の支配下に置かれることはインドにとって直接の危機となるからであった。ブータン政府はインドの申し出を受諾し、インド軍がブータン軍の訓練と装備を担当する形でまとまった。 1968年までに、ブータン軍は4,850人の兵力を有していたが、その後も増強を繰り返し、1990年には6,000人規模にまで達した。  2003年の対過激派作戦（オールクリア作戦）後も人員は増加の一途をたどり、ピーク時の2007年には9,000人以上に達したが、2008年の民主化以降は兵力が削減された。 
また、ブータン軍将校は2015年に国際連合兵力引き離し監視軍（UNDOF）に司令部要員として参加した。 

## インド軍との関係
インド軍は、ブータン軍とブータン親衛隊の要員の訓練任務に携わっている。軍と親衛隊のすべての将官は、インドのプネーにある国立国防アカデミー （NDA）とないしはデヘラドゥーンにあるインド軍士官学校 （IMA）の2つの士官学校で訓練を受ける。 
インド陸軍工兵隊に属する国境道路機関の「プロジェクトDANTAK」は、1961年5月以来ブータンで公共設備工事や土木工事などの活動を続けており、1,500件以上の公共施設建設や維持管理を担っており、多くの道路や橋、ブータンの玄関口たるパロ空港やヨンファラ空港、ヘリポート、その他多くの社会資本がこの機関によって整備された。これらはインドの対中戦略的防衛に関連しているが、ブータン国民にへも経済的利益な利益があり、相互享受の関係となっている。 

### 陸軍航空隊
ブータン軍は、重病者や重傷者の航空輸送などをインド空軍東部方面軍に依存している。至近の例としては、2003年のオールクリア作戦中に、負傷したブータン軍兵士がインド空軍のヘリコプターで治療のためにインドへ航空輸送された。 

## オールクリア作戦
1990年代初期にブータンからの分離独立を主張する団体（アソムの統一解放戦線 （ULFA）、 ボドランドの国民民主戦線 （NDFB）、カムタプール解放機構（KLO））がブータン南部の密林ジャングルに秘密裏に拠点を置き始めた。拠点は、団体幹部の訓練や装備の保管など多種多様な用途で使用されていた。ブータン政府は1996年に分離主義団体を危険視し始め、翌1997年からは国政における最重要問題へと浮上した。インド政府はブータン政府に対し、反政府武装勢力の掃討を開始するよう外交的圧力をかけ始め、インド側がブータンと共同で反国家団体の掃討を行うことを申し出た。ブータン政府は当初、あくまでも平和的解決にこだわり、要請を固辞し、1998年に過激派との対話を開始した。しかし、2003年12月までの合意には達せず、ブータン政府は過激派をこれ以上座視できないことから、12月13日には48時間以内の最終通告を発した。12月15日には軍は過激派に対する軍事掃討作戦を開始した。  

### 掃討作戦
4代目国王の指揮下で、軍と親衛隊は総勢6,000人の軍勢で、30の拠点にいた推定3,000人の過激派の攻撃した。2003年12月27日までに、反政府側の拠点30箇所が制圧された。さらに、ブータン軍は500個以上のAK-47/56アサルトライフルと、ロケットランチャーや迫撃砲を含む500種類の武器および100,000発以上の弾薬を押収し、対空機関砲も発見したとその戦果を発表した。 
2004年1月3日までに、30箇所の拠点全て（ULFA-14、NDFB-11、KLO-5）に加え、35箇所の反政府過激派の観測所が破壊されたことで、過激派は撤退した。合計485人のULFA、NDFBおよびKLOの過激派が殺害或いは逮捕され、押収された武器および弾薬は、インド政府に引き渡された。拘束された反政府組織構成員のうち、非戦闘員はインド・アッサム当局に引き渡された。ブータン軍では11人が戦死、35人が負傷した。 

## 人員

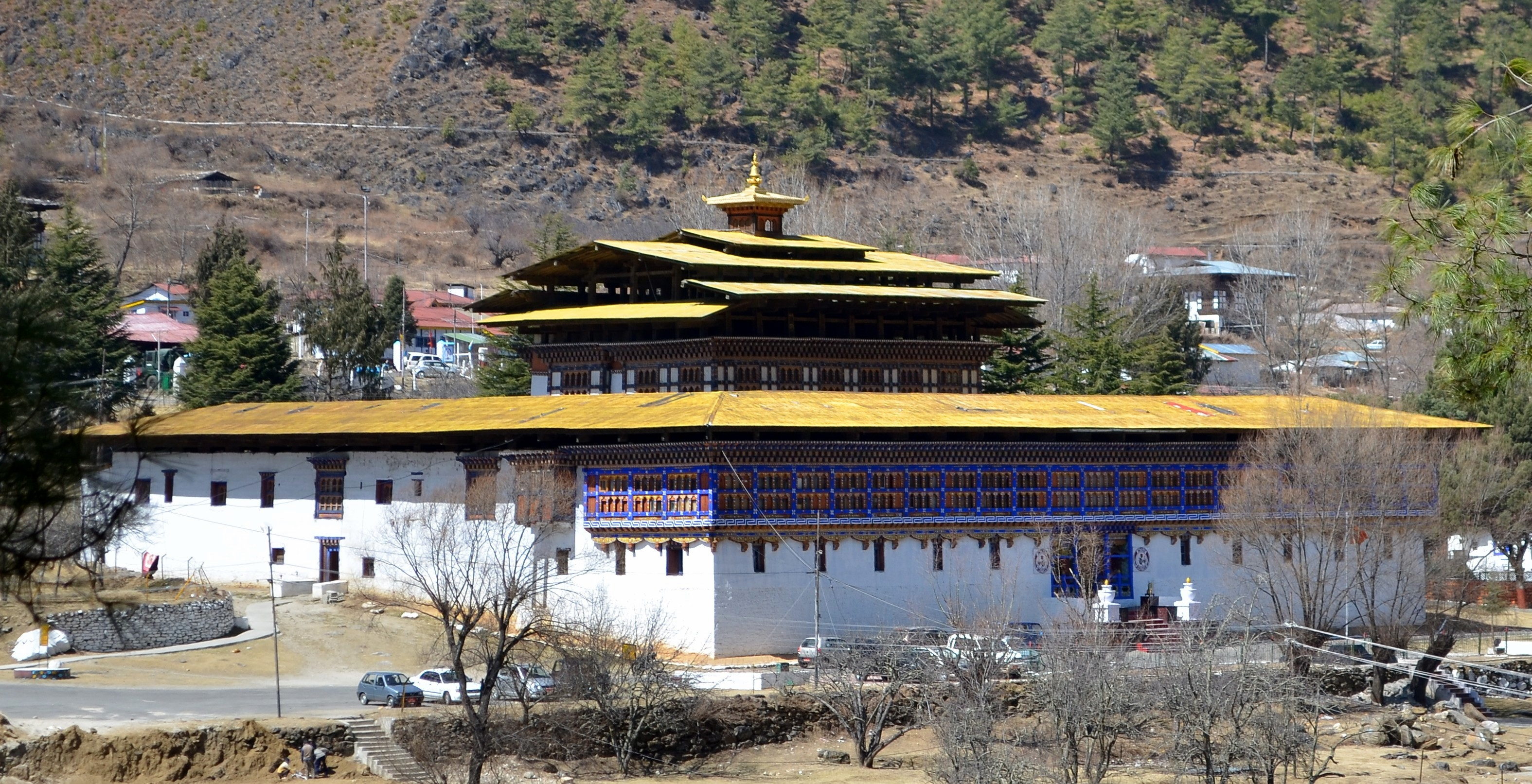
ハ ・ゾンにある軍司令部

2008年時点では、ブータン軍は8,000人の現役軍人を擁していたが、兵員数は減少傾向にある。これは、2005年に政府が始めた、ブータン国民の民兵訓練を強化しながら軍の規模をある程度縮小させるための取り組みによるものである。 

### 軍福祉事業
軍福祉事業（AWP）は、1974年に設立されたブータン軍の営利企業であり、ブータン軍及びブータン親衛隊の退役軍人を雇用し、年金、ローンの形で給付を提供することを目的としている。また軍福祉事業は、ゲレフとサムツェにある2つの蒸留所で酒の醸造にも携わっている。 

## 装備
ブータン軍は、主にインドから提供された武器を装備した軽武装の自動車化歩兵が主体である。 
拳銃
- FN ブローニング・ハイパワー

小銃
- INSAS小銃[28]
- AK-101
- AK-104
- 56式自動歩槍
- H&K G3
- FN FAL
- L1A1
- M16A2

火砲
- 81mm迫撃砲

装甲戦闘車両
- BTR-60[29]

航空機
- Mi-8T ヒップC[29][30]

## 基地
ブータン軍は、国境前哨のサムツェ県テンドルクのゾンペリに基地を配置している。